# Oratoire de Gallarus
L'oratoire de Gallarus (anglais : Gallarus Oratory) est un édifice religieux situé sur à Baile na nGall, sur la péninsule de Dingle, dans le comté de Kerry, en Irlande. C'est un petit bâtiment en pierre présenté par l'antiquaire Charles Smith, lors de sa « découverte » en 1756, comme église paléochrétienne du VIIe siècle mais dont la date a été remontée au XIIe siècle par l'archéologue et historien Peter Harbison (en) en 1970. On associe l'édifice généralement à la religion, en tant qu'église, chapelle funéraire ou abri pour pèlerins. Il constitue, au début du XXIe siècle, l'un des sites touristiques les plus visités de la péninsule de Dingle.

## Origine et sens de la désignation
Peter Harbison, qui mentionne l'existence de plusieurs interprétations quant à l'origine de l'appellation irlandaise de l'édifice, Gall Aras, s'aventure à proposer pour sa part le sens, « peu grammatical » mais « peut-être le plus simple », de « la maison ou l'abri pour étranger(s) » (The House or Shelter for Foreigner(s)). Il pense ne pas trop s'égarer en voyant dans ces étrangers « les pèlerins venant de l'extérieur de la péninsule ». L'appellation en irlandais Séipéilín Ghallarais voudrait donc dire « chapelle de la place des étrangers ». 
Cependant, pour le lexicologue Pádraig Ó Siochfhradha (en) (ou, de son nom de plume, An Seabhach), le nom renvoie non pas à une « maison pour les étrangers » mais à un « promontoire rocheux » (Gall-iorrus).

## Architecture

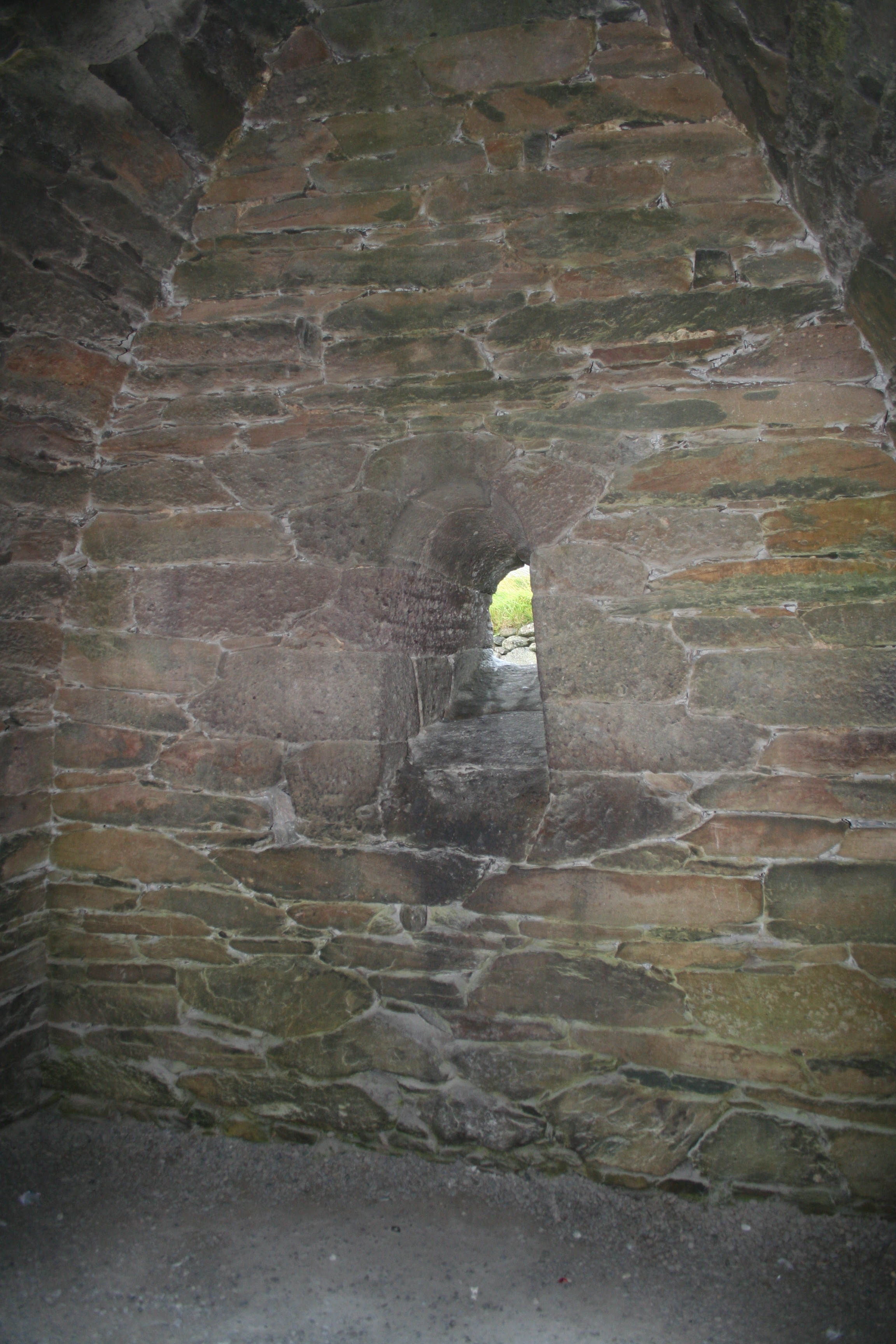
Le fenestron à arc tiercé en plein cintre dans le pignon arrière (2007).

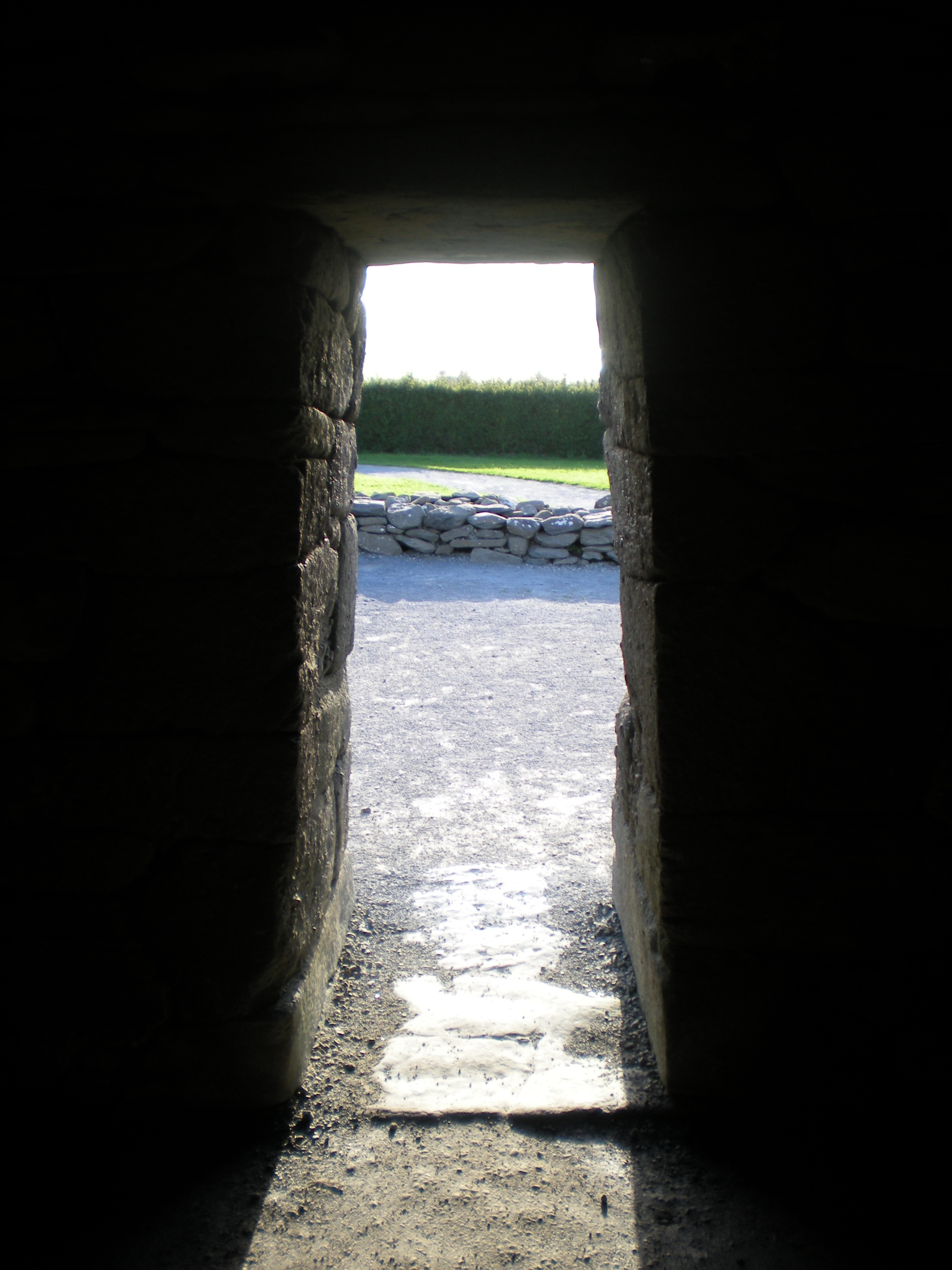
L'embrasure intérieure de l'entrée : deux lauses trouées, non visibles à cause du contrejour, sont fichées au-dessus du linteau (2007).

L'édifice, de plan rectangulaire, est formé de quatre encorbellements de pierre, deux longs (servant de gouttereaux), deux courts (servant de pignons), opposés deux à deux, jouant le double rôle de mur porteur et de voûtement. Au sommet de l'édifice se trouve une rangée de dalles qui viennent faire la liaison entre les deux gouttereaux et terminent de couvrir l'espace intérieur. Intérieurement, l'édifice mesure 4,65 m de long sur 3,10 m de large pour une hauteur de flèche de 4,25 m. Extérieurement, il fait 6,86 m de long sur 5,75 m de large.
Le matériau employé est du « grès brun provenant des falaises de la côte, qui se taille aisément et a une grande résistance » .
La maçonnerie est non pas en pierres sèches mais en pierres taillées (en parement, sur leurs faces de lit et leurs faces de joint) et assemblées avec une fine couche de mortier de chaux (non visible en parement). Les pierres ont été disposées avec un léger angle vers l'extérieur, empêchant l'infiltration de la pluie, technique qui a permis de conserver l'intérieur hors d'eau et en bon état. L'emploi d'un mortier de liaison se confirme par des traces blanchâtres aux interstices entre les pierres, à l'intérieur de l'édifice.
L'unique pièce est éclairée par une petite fenêtre réservée dans le pignon Est et terminée par un arc cintré à trois voussoirs (ou tiercé) à l'embrasure intérieure, et à deux voussoirs à l'embrasure extérieure. Le fenestron a vue sur le port de Ard na Caithne (anciennement Smerwick).
L'entrée, qui s'ouvre dans le pignon Ouest, est surmontée d'un double linteau. Dans son embrasure intérieure, deux pierres trouées sont fichées dans la maçonnerie au-dessus de l'arrière-linteau pour accueillir un système de fermeture. Une illustration publiée dans le guide vert « Irlande » de chez Gallimard, suggère, pour la fermeture, un abattant en bois articulé dans de grosses charnières en bois fixées dans les pierres trouées au-dessus du double linteau. Ce dispositif hypothétique s'oppose au système de fermeture classique de la porte intérieure, placée dans l'embrasure et articulée sur des gonds fichés dans un des côtés.

## Fouilles archéologiques
De petites saignées exploratrices furent conduites par T. Fanning en novembre 1970 pour le compte du Ministère des travaux publics irlandais :  elles n'ont livré aucune trouvaille ni trace de caractéristiques ou d'activités susceptibles d'éclairer la période de construction et l'usage de l'oratoire.

## Interprétations quant à l'usage et la date

### Église paléochrétienne
L'inventeur (au sens de « découvreur ») de l'oratoire de Gallarus est un certain Charles Smith en 1756. Il est à l'origine de l'interprétation du bâtiment comme étant une église paléochrétienne, construite au VIIe, correspondant à une periode de colonisation isolée de cette zone, bien qu'il n'existe aucun document qui en mentionne l'existence à une époque aussi haute. Deux siècles et demi plus tard, cette interprétation est toujours celle livrée au grand public.
Peter Harbison explique cette interprétation en ces termes : pendant de nombreuses années, on a vu dans ce type d'oratoire un maillon architectural entre la cabane en forme de ruche et l'église en pierre aux murs verticaux, selon une conception toute darwinienne du passage du primitif à l'élaboré. Les oratoires de type Gallarus devaient donc être placés au début de l'évolution des églises, soit un peu avant le VIIIe siècle où apparaissent dans les annales irlandaises les premières mentions d'église en dur dans l'ouest de l'Irlande.

### Église romane
La présence de la petite fenêtre d'allure romane dans le pignon arrière, a fait dire à Peter Harbison (en 1970) que la date de construction était peut-être plus tardive : « la date de construction de l'oratoire de Gallarus est controversée mais elle pourrait être aussi basse que le XIe ou le XIIe siècle »,.

### Chapelle funéraire privée
Une troisième interprétation voit dans l'édifice une chapelle funéraire privée bâtie dans un cimetière. Elle s'appuie sur les dires du second « découvreur » du site, le Dr Richard Pococke, lequel rapporte ainsi la tradition orale concernant le bâtiment au milieu du XVIIIe siècle : « Près de cet édifice, on fait voir une tombe dont la croix comporte une tête, on l'appelle la tombe du Géant; selon la tradition, Griffith More fut enterré là, et comme on appelle l'édifice chapelle, il est probable qu'il fut édifié par lui ou sa famille sur le lieu de leurs sépultures ». L'éventualité que l' « oratoire » de Gallarus soit tout simplement une chapelle funéraire privée du XVIIe siècle, éclaire d'un jour nouveau la morphologie et l'architecture de l'édifice. Avec pour seules ouvertures l'entrée à linteau droit dans le pignon ouest et le fenestron à couvrement cintré dans le pignon est, la bâtisse se conforme effectivement au stéréotype de la traditionnelle chapelle de cimetière. Cette interprétation est renforcée par les dimensions intérieures de l'édifice : 4,65 m de long sur 3,10 m de large pour une hauteur de flèche de 4,25 m, soit à peine 14,4 mètres carrés.

### Abri pour pèlerin(s)
En 1994 et 1995, abandonnant l'idée d'une église du XIIe siècle et interprétant le toponyme Gallarus (Gall Aras) comme signifiant « la maison ou l'abri pour étranger(s) », Peter Harbison a émis l'hypothèse que l'oratoire était un abri pour pèlerins extérieurs à la péninsule et que son mode de construction était destiné à résister aux vents violents. Il se serait agi d'un complexe compact lié à la vénération des saints, comparable aux sites fouillés de ce type que l'on rencontre dans la péninsule voisine d'Iveragh. Cependant, on ne note à l'intérieur de l'édifice aucun foyer avec conduit de cheminée, aucune niche ou placard mural, aucun banc en pierre, c'est-à-dire aucun des aménagements indispensables à l'habitation humaine.

## Visite
Le centre historique lié à ce site est payant (comme pour beaucoup de sites historiques en Irlande). On note toute fois un accès gratuit et amenagé, avec 5 places de parking dans la rue annexe à l'entrée payante. 

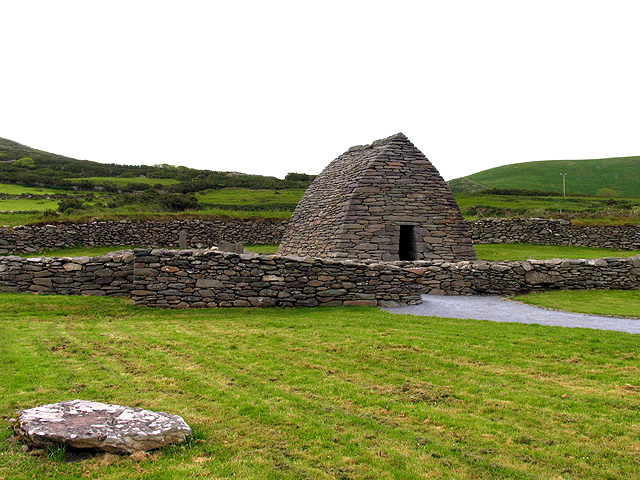
L'édifice dans son cadre aménagé pour la visite (2005).
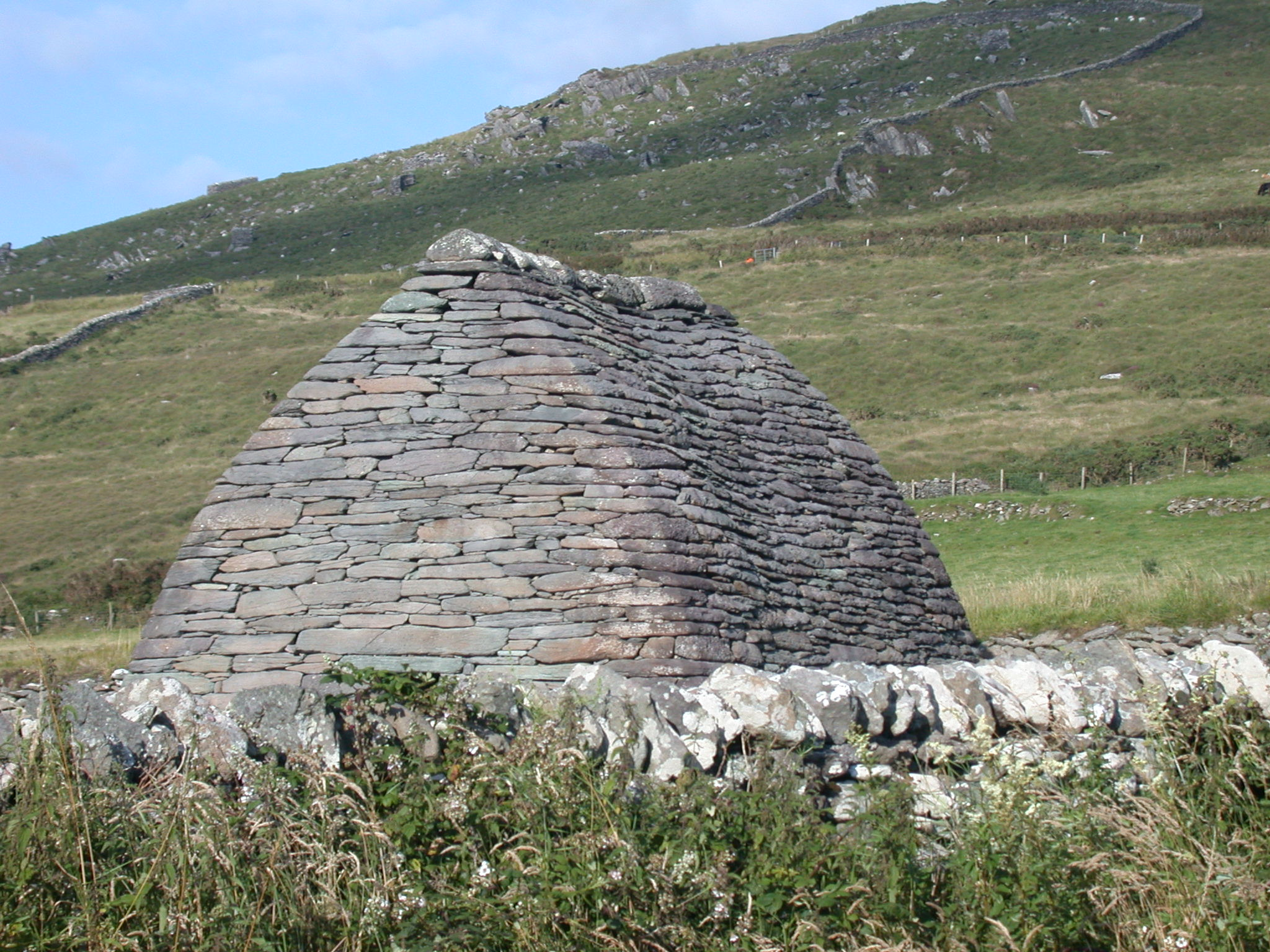
Le mur long de droite présente un creux dû à un léger affaissement (2007).
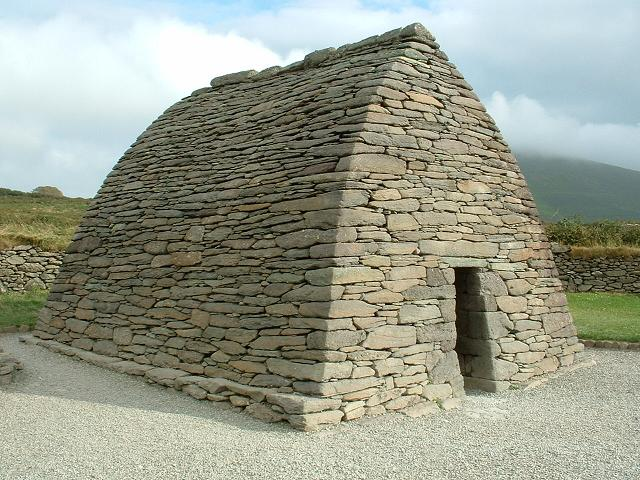
Le mur long de gauche repose sur un socle en saillie (2003).
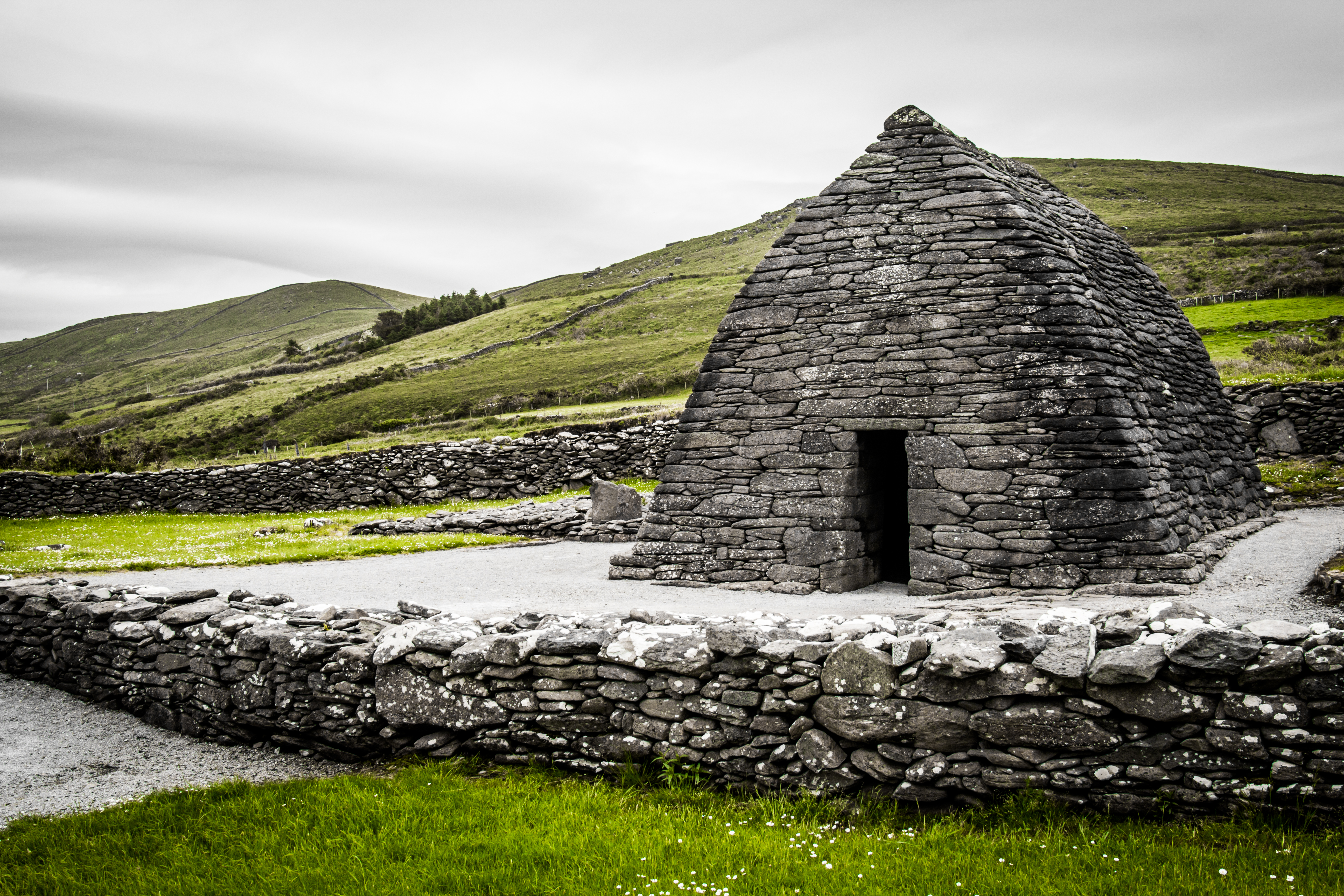
L'oratoire de Gallarus. Juin 2021.